# Colorado Springs Sky Sox
Colorado Springs Sky Sox var en professionell basebollklubb som spelade i Pacific Coast League, en farmarliga på den högsta nivån (AAA) under Major League Baseball (MLB). Klubben var hemmahörande i Colorado Springs i Colorado i USA.
Den sista moderklubben var Milwaukee Brewers.

## Historia

### Sacramento Senators/Solons
Klubben grundades 1918 i Sacramento i Kalifornien och fick namnet Sacramento Senators. Klubben spelade redan från början i Pacific Coast League.
1936 bytte klubben namn till Sacramento Solons (Solon var en framstående statsman i antikens Grekland).
När MLB-klubbarna Brooklyn Dodgers och New York Giants flyttade till Kalifornien 1958 blev det svårare att locka publik till Sacramento Solons hemmamatcher och en flytt blev nödvändig.

### Hawaii Islanders
1961 flyttades klubben till Honolulu i Hawaii och bytte namn till Hawaii Islanders.
På grund av klubbens geografiska läge, 400 mil från närmaste motståndare, hade man ett unikt spelschema. Det såg lite olika ut genom åren, men mot slutet spelade klubben åtta matcher i rad mot varje motståndare, mot normala tre eller fyra, för att minimera resekostnaderna.

### Colorado Springs Sky Sox
De praktiska problemen med att ha en farmarklubb i Hawaii blev till slut för stora och 1988 flyttades klubben till Colorado Springs och bytte namn till Colorado Springs Sky Sox.
Inför 2019 flyttades klubben till San Antonio i Texas och bytte namn till San Antonio Missions. Samtidigt kom en ny farmarklubb till Colorado Springs när Helena Brewers i Pioneer League (Rookie) flyttades dit och bytte namn till Rocky Mountain Vibes.

## Hemmaarena
Hemmaarena var sedan flytten till Colorado Springs 1988 Security Service Field (man inledde dock säsongen i Memorial Field). Security Service Field är den högst belägna professionella basebollarenan i Nordamerika – den ligger 1 991 meter över havet.
I Sacramento spelade man i Edmonds Field och i Honolulu i Honolulu Stadium, Aloha Stadium och Les Murakami Stadium.